# Peter Wolf
Peter Wolf, geboren als Peter Blankfield (New York, 7 maart 1946), is een Amerikaanse rock-, blues-, soulzanger en -muzikant (piano, gitaar, harmonica, percussie), vooral bekend als leadzanger van de J. Geils Band van 1967 tot 1983 en als succesvol soloartiest.

## Biografie
Wolf bezocht de High School of Music & Art, gelegen in het New Yorkse stadsdeel Harlem, vlak bij het Apollo Theater. Hij bezocht vaak de Apollo en zag veel beroemde soul-, rhythm-and-blues- en gospelartiesten die hem beïnvloedden. Hij verhuisde naar Boston om de School of the Museum of Fine Arts van de Tufts-universiteit te bezoeken, waar hij schilderkunst studeerde. Zijn eerste kamergenoot was filmregisseur David Lynch.
In 1964 vormden Wolf en collega-kunststudenten Paul Shapiro (gitaar), Doug Slade (gitaar), Joe Clark (bas) en Stephen Jo Bladd (drums) de band The Hallucinations. Ze traden op in nachtclubs in het Combat Zone-gebied van Boston en ontwikkelden een grote aanhang als een van de eerste bands die op de Boston Tea Party speelden. Tijdens deze periode verschenen ze op affiches met The Velvet Underground, Howlin' Wolf, Muddy Waters, Van Morrison (die in de buurt kwam van Wolf terwijl hij in het nabijgelegen Cambridge woonde), John Lee Hooker en Sun Ra. Tijdens zijn optreden met The Hallucinations werd Wolf gevraagd om te helpen bij het opzetten van het radiostation WBCN in Boston. Hij werd hun eerste nacht-dj en mat zich daarbij de artiestennaam 'Woofa Goofa' aan. Zijn show werd een populair onderdeel van de late avond, waar hij veel van de bekende rock-, blues- en jazzartiesten interviewde, die eind jaren 1960 door Boston toerden.
In 1967 werden Wolf en Stephen Jo Bladd gevraagd om lid te worden van de J. Geils Band met leden als Magic Dick (mondharmonica), Danny Klein (bas) en Jay Geils (gitaar). Met de toevoeging van Seth Justman (keyboards) was de definitieve bezetting van de band compleet. Wolf en toetsenist Seth Justman waren verantwoordelijk voor het grootste deel van de songwriting van de band. Tijdens de begindagen van MTV genoot de band van veel airplay van hun video's van Centerfold en Love Stinks. Ze toerden door stadions met The Rolling Stones en anderen. Na het succes van Freeze Frame wilden de andere bandleden de band muzikaal een nieuwe wending geven, maar Wolf was het daar niet mee eens en in 1983 gingen ze uit elkaar. De J.Geils Band bracht één plaat uit zonder Wolf en ontbond zichzelf kort daarna. In 1999 werd de band herenigd voor een serie shows en is vijf keer genomineerd voor de Rock and Roll Hall of Fame.
Wolfs eerste solo-plaat Lights Out (1984) werd geproduceerd met Michael Jonzun van de Jonzun Crew en bevatte bijdragen van Adrian Belew, G.E. Smith, Elliot Randall, Yogi Horton, Mick Jagger, Elliot Easton en Maurice Starr. De single Lights Out, geschreven met Don Covay, werd hetzelfde jaar een hit, met een piek op nummer 12 in de Billboard Hot 100. Wolf werkte in 1987 mee aan het lied Sun City van Artists United Against Apartheid. In 1987 bracht Wolf zijn tweede soloalbum Come as You Are uit, met het titelnummer waarmee Wolf nog een keer scoorde in de top-15 hit in de pophitlijst en een nummer 1-hit in de Mainstream Rock Chart. Een latere single Can't Get Started kreeg ook een brede airplay.
Met zijn albums Long Line (1996) en Fool's Parade (1998) begon zijn samenwerking met producent singer/songwriter Kenny White. Sleepless (2002) werd gekenmerkt door gastoptredens van Mick Jagger en Keith Richards en werd geprezen door Rolling Stone als een van de 500 beste albums aller tijden. Wolf heeft samengewerkt met Angelo Petraglia en oude schrijfpartner Will Jennings. Wolfs album Midnight Souvenirs uit 2010 won «Album of the Year» bij de Boston Music Awards. Op het album speelde Wolf duetten met Shelby Lynne, Neko Case en Merle Haggard. Wolf heeft Jackie Wilson en de Paul Butterfield Blues Band ingewijd in de Rock and Roll Hall of Fame. Zijn achtste soloalbum A Cure for Loneliness werd uitgebracht in april 2016.

## Privéleven
Wolf trouwde in 1974 met actrice Faye Dunaway en scheidde in 1979.

## Discografie

### Singles
- 1984:	Lights Out
- 1984:	I Need You Tonight
- 1984:	Crazy
- 1985:	Oo-Ee-Diddley-Bop!
- 1987:	Come as You Are
- 1987:	Can't Get Started
- 1990:	99 Worlds
- 1996:	Long Line
- 1998:	Turnin' Pages

### Albums
- 1984: Lights Out (EMI America)
- 1987: Come as You Are (EMI America)
- 1990: Up to No Good (MCA Records)
- 1996: Long Line (Reprise Records)
- 1998: Fool's Parade (Mercury Records)
- 2002: Sleepless (Artemis Records)
- 2010: Midnight Souvenirs (Verve Records)
- 2016: A Cure for Loneliness (Concord Records)

- Biblioteca Nacional de España: XX1161440
- Bibliothèque nationale de France: cb13901271f (data)
- Gemeinsame Normdatei: 135373131
- International Standard Name Identifier: 0000 0000 5514 4862
- Library of Congress Control Number: n91059387
- MusicBrainz: 83701bad-b130-4c19-9783-59061ca79aa0
- National Archives and Records Administration: 10572324
- Nationale Bibliotheek van Israël: 987012789363605171
- Nederlandse Thesaurus van Auteursnamen: 070243344
- Réseau des bibliothèques de Suisse occidentale: 02-A013795259
- Istituto Centrale per il Catalogo Unico: SBNV102911
- SNAC: w6k23752
- Virtual International Authority File: 306267686